# Лагтинг
Лагтинг (швед. Ålands lagting фин. Ahvenanmaan maakuntapäivät) — однопалатный парламент, орган законодательной власти Аландских островов.

## История
На Аландских островах, формально принадлежащих Финляндии, но ориентирующихся во всём на Швецию (в 1917 году жители островов подавали петицию шведскому королю о включении островов в состав Шведского королевства; см. Аландский кризис), орган местного самоуправления — парламент — получил название лагтинг (швед. lagting).
Благодаря дарованному Аландским островам со стороны Финляндии самоуправлению, Аландский Лагтинг имеет право издавать законы, касающиеся внутренней политики Аландов, и определять собственный бюджет. Самоуправление регулируется Законом о самоуправлении Алендских островов. Он может быть изменён Парламентом Финляндии в конституционном порядке и только с согласия Лагтинга Аландов, то есть изменения в разделении полномочий между Аландами и центральными властями требуют согласия обеих сторон. Действующий в настоящее время Закон о самоуправлении является третьим по счёту и вступил в силу 1 января 1993 года.
Срок полномочий — 3 года; численный состав — 30 депутатов, избираемых всем населением.
Органом исполнительной власти является правительство Аландских островов. Правительство возглавляет премьер-министр Аландских островов, избрание которого входит в полномочия лагтинга.

## Компетенция Лагтинга
Основными областями в которых Лагтинг Аландов имеет законодательное право являются:
- образование и культура;
- здравоохранение, охрана окружающей среды;
- развитие экономики;
- внутренний транспорт;
- коммунальное управление;
- полиция;
- почта;
- радио и телевидение;

В перечисленных областях Аланды выступают практически как независимое государство со своим законодательством и административным управлением.
В тех областях, где Лагтинг не обладает законодательным правом, финляндские законы действуют так же, как и во всей Финляндии. Среди них:
- внешняя политика;
- большая часть гражданского и уголовного права;
- судопроизводство;
- таможенная система;
- налоговое обложение;

С целью сохранения своих интересов в вышеперечисленных областях Аландские острова имеют своего представителя в Парламенте Финляндии. Депутат Парламента Финляндии от Аландов избирается таким же образом, как и остальные депутаты. Правительство Финляндии представлено в провинции губернатором (швед. Landshöding), который назначается президентом Финляндии после согласования с председателем Лагтинга. Губернатор исполняет особые обязанности: возглавляет Аландскую делегацию в качестве её председателя, открывает и закрывает сессии Лагтинга.

## Выборы в Лагтинг
Выборы в Лагтинг, состоящий из 30 депутатов, происходят каждый четвёртый год путём тайных и прямых выборов. Граждане получают право голоса с 18 лет. Необходимым условием для участия в выборах и права быть избранным является так называемое аландское право жительства.
Политические партии и группы, представленные на Аландских островах независимы от партий за пределами Аландов, но идеологически сравнимы с соответствующими партиями в мире.
| Партии                                                             | 1979 | 1983 | 1987 | 1991 | 1995 | 1999 | 2003 | 2007 | 2011 | 2015 | 2019 |
| ------------------------------------------------------------------ | ---- | ---- | ---- | ---- | ---- | ---- | ---- | ---- | ---- | ---- | ---- |
| Аландская либеральная партия (Liberalerna på Åland)                | 9    | 9    | 8    | 7    | 8    | 9    | 7    | 10   | 6    | 7    | 6    |
| Аландский центр (Åländsk Center)                                   | 14   | 11   | 9    | 10   | 9    | 9    | 7    | 8    | 7    | 7    | 9    |
| Аландские умеренные (Frisinnad Samverkan) / (Moderaterna på Åland) | 4    | 5    | 5    | 6    | 6    | 4    | 4    | 3    | 4    | 5    | 4    |
| Аландская социал-демократическая партия (Ålands socialdemokrater)  | 3    | 5    | 4    | 4    | 4    | 3    | 6    | 3    | 6    | 5    | 4    |
| Независимый блок (Obunden samling)                                 | 0    | 0    | 2    | 3    | 3    | 4    | 3    | 4    | 4    | 3    | 4    |
| Будущее Аландов (Ålands framtid)                                   | 0    | 0    | 0    | 0    | 0    | 0    | 2    | 2    | 3    | 2    | 1    |
| Аландская прогрессивная группа (Ålands framstegsgrupp)             | 0    | 0    | 0    | 0    | 0    | 1    | 1    | 0    | 0    | 0    | 0    |
| Аландская партия зелёных (Gröna på Åland)                          | 0    | 0    | 2    | 0    | 0    | 0    | 0    | 0    | 0    | 0    | 0    |
| Аландская демократия (Åländsk Demokrati)                           | 0    | 0    | 0    | 0    | 0    | 0    | 0    | 0    | 0    | 1    | 1    |
| Устойчивая альтернатива (Hållbart initiativ)                       | 0    | 0    | 0    | 0    | 0    | 0    | 0    | 0    | 0    | 0    | 2    |
| Всего                                                              | 30   | 30   | 30   | 30   | 30   | 30   | 30   | 30   | 30   | 30   | 30   |

| Источник: Ålands statistik- och utredningsbyrå |

## Органы
- Тальман
- 2 вице-тальмана
- Тальманская конференция (Talmanskonferensen)
- Кацелярская комиссия (Kanslikommissionen)
- Канцелярия ландстинга (Lagtingets kansli), во главе с директором ландстинга (Lagtingsdirektör)[5]

## Комитеты
- Комитет по самоуправлению (Självstyrelsepolitiska nämnden)
- Комитет по законодательству и культуре (Lag- och kulturutskottet)
- Комитет по финансам (Finans- och näringsutskottet)
- Социальный и экологический комитет (Social- och miljöutskottet)
- Правовой комитет (Justeringsutskottet)[6]

## Экономика самоуправления
Наряду с изданием законов, другой важной задачей Лагтинга является принятие местного бюджета. Доходная часть бюджета состоит из собственных доходов провинции и из ассигнований из госбюджета, которые являются формой частичного возврата обратно на Аланды тех налогов, которые аландцы выплачивают в государственную казну Финляндии (налоги, таможенные пошлины, акцизы). Общая сумма, выплачиваемая из госбюджета, составляет 0,45 % годовых доходов Финляндии после вычета государственного долга. Сумма ассигнований в 2009 году составила 168 млн евро.

## Контроль над Лагтингом
Законы, принятые Лагтингом, посылаются президенту Финляндии, который может наложить вето, но только в двух случаях: если Лагтинг вышел за рамки своих законодательных полномочий, или если данный закон представляет угрозу внутренней или внешней безопасности страны.
Президент Финляндии основывает своё решение на заключении Аландской делегации, а иногда и на заключении Верховного суда Финляндии. Половина членов Аландской делегации назначается Правительством Финляндии, остальные — Лагтингом Аландских островов.